# 에르난데스카마초올빼미원숭이
에르난데스카마초올빼미원숭이 (Aotus jorgehernandezi)는 올빼미원숭이과에 속하는 올빼미원숭이의 일종이다. 2007년에 토마스 데플러와 마르타 부에노에 의해 처음 기술되었다. 회색 목과 검은 띠로 구분되는 각 눈 위에 흰 반점을 가지고 있다. 가슴과 배, 팔 아래와 손목 아래의 털은 가늘고 희다. 50개의 염색체를 지녔다는 점에서 브럼백올빼미원숭이를 제외한 다른 회색목올빼미원숭이 종들과는 다르다. 킨디오와 리사랄다 사이에 있는, 안데스의 서부 경사면과 작은 언덕 위의 콜롬비아에 사는 것으로 믿어진다. 타마타 자연 국립공원 내에서 볼 수 있을 것이다. 이 분포 지역은 또한 현재 파나마올빼미원숭이의 분포 지역의 일부로 간주되기도 한다. 라틴어 명은 최근 콜롬비아 생물학자인 보르헤 에르난데스-카마초의 이름에서 유래했다.